# Albert Mariën
Albert Auguste Aimé Joseph Mariën, né le 3 novembre 1896 à Zelzate et décédé le 25 avril 1964 à Gand, est un homme politique belge libéral.
Mariën fut ingénieur et industriel.

## Carrière
- Échevin de Moerbeke-Waas.
- Sénateur de l'arrondissement de Gand-Eeklo du 26 juin 1949-1958.
- Gouverneur de la province de Flandre-Orientale.

## Distinction
- Grand officier de l'ordre d'Orange-Nassau en 1960.

## Sources
- Blauw Archief